# Cause for Divorce
Cause for Divorce (bra: Causa para Divórcio) é um filme de drama mudo estadunidense de 1923 dirigido por Hugh Dierker e estrelado por Fritzi Brunette, Helen Lynch e Pat O'Malley.

## Sinopse
Conforme descrito em uma crítica de revista de cinema, a esposa de Tom Parker, Laura, preocupada porque ele não dedica tempo suficiente a ela, escapa por pouco de envolver-se em um caso de amor com o rico Martin Sheldon. A filha de Martin, Ruth, casada com o jovem advogado Howard Metcliffe, está insatisfeita com seu casamento e planeja uma fuga com o conde Lorenz, que é um vigarista. Quando o automóvel de Ruth se envolve em um acidente e ela se machuca, é levada ao domicílio mais próximo, que é a casa de Laura. O pai de Ruth, Martin, chega e fica pasmo ao encontrar Laura lá. Depois de algumas discussões e reconsiderações, os assuntos domésticos são resolvidos para os dois casamentos.

## Elenco
- Helen Lynch como Ruth Metcliffe
- Fritzi Brunette como Laura Parker
- Pat O'Malley como Howard Metcliffe
- James O. Barrows como Prof. Williams
- Peter Burke como 'Count' Lorenz
- David Butler como Tom Parker
- Charles Clary como Martin Sheldon
- Frank Coghlan Jr. como Tommie Parker
- Harmon MacGregor como George Angier
- Cleve Moore como Skippy North